# 翻轉地圖你會看見真相
翻轉地圖你會看見真相（法語：Le dessous des cartes）是在法國、德國合作的公共電視頻道ARTE播出的一檔地以地緣政治為主題的電視節目，每週播出一次。這一節目大量使用地圖來幫助解說，節目的主持人是地理學家和地緣政治學家尚克里斯朵夫維克多。節目首次播出是在1990年至1992年期間。由於節目內容大受好評，該節目已集結成DVD和四冊書籍出版。

## 外部連結
- Official site （页面存档备份，存于）
- 互联网电影数据库（IMDb）上《Le Dessous Des Cartes》的资料（英文）
- arte video on demand (artevod.com) （页面存档备份，存于）
- Lepac the Center for Political Studies and Cartographic Analysis - author of the text （页面存档备份，存于）